# Brachychiton rupestris
El árbol botella de Queensland (Brachychiton rupestris) originalmente clasificado en la familia Sterculiaceae, la cual está ahora clasificada dentro de Malvaceae, es nativo de Queensland, Australia. Su gran tronco hinchado le da una apariencia notable y le da origen a su nombre. Como árbol suculento y resistente a la sequía, es tolerante a varios suelos y climas. 

## Descripción
Crece 18-20 m de altura y su tronco tiene la forma única de botella. Su tronco hinchado sirve primordialmente para el almacenamiento de agua. En cada árbol las hojas son variables desde estrechas y elípticas hasta las profundamente divididas. Racimos de flores amarillentas con forma de campana se esconden dentro del follaje, y son seguidas por frutos leñosos en forma de barquitos. 

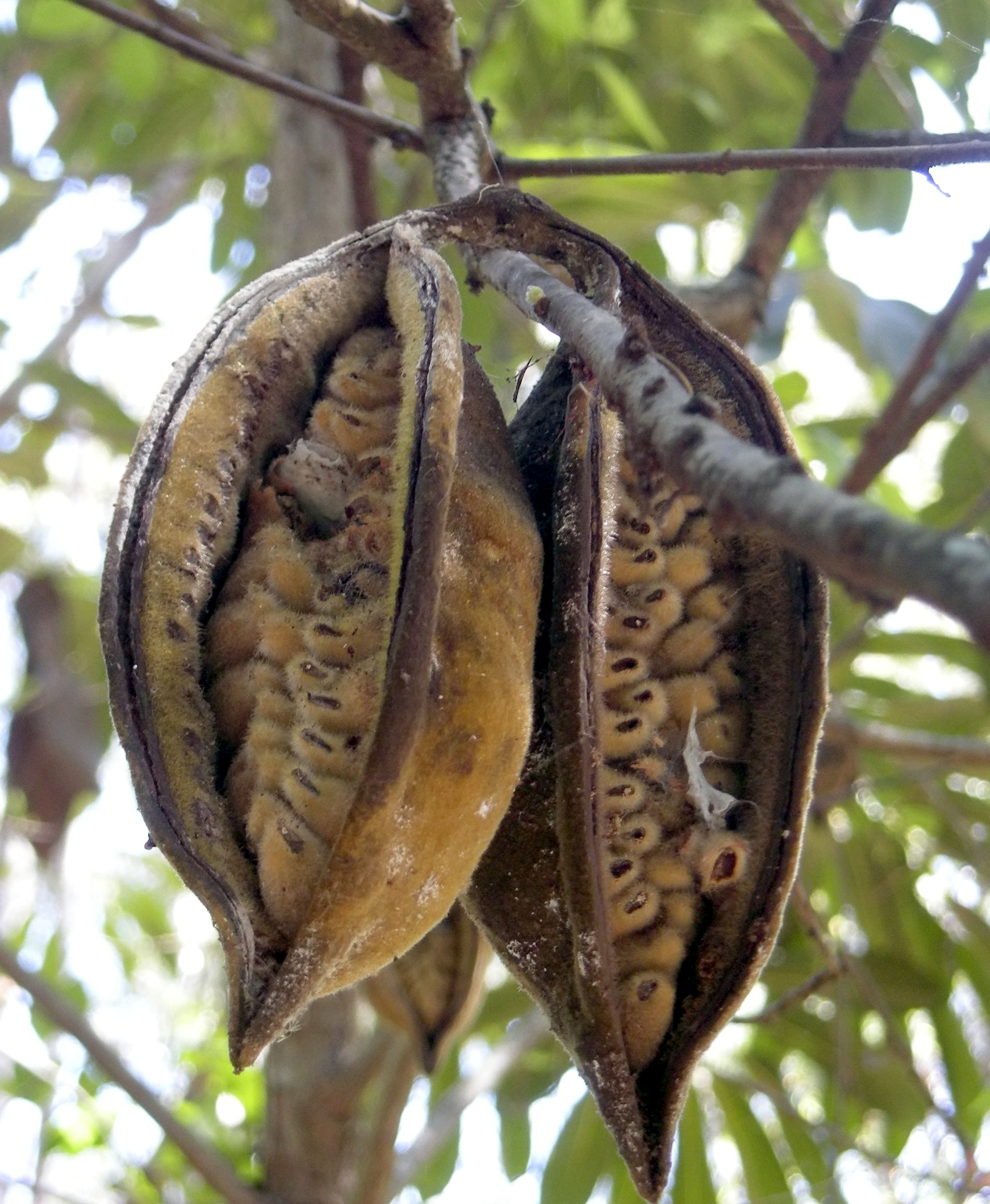
Frutos de Brachyciton rupestris.

## Usos
Son comúnmente encontrados en calles, parques, y como atractivos en jardines. Roma (Queensland) es un poblado con excelentes ejemplares de árboles botella. También embellecen la entrada del Jardín Botánico de Geelong (38° latitud sur).

## Cultivo
Cuando se le cultiva, los árboles se propagan desde semilla fresca cosechada en marzo. Los árboles botella crecen mejor en suelos bien drenados, ligeramente ácidos, a pleno sol. Conveniente para climas tropicales y subtropicales. En las primeras etapas de su vida, el árbol botella es de crecimiento muy lento, y la forma única del árbol botella no es visible hasta los 15 años de edad. Los árboles maduros son fáciles de trasplantar, y pueden soportar intervalos de hasta tres meses entre excavaciones y replantaciones sin gran daño. El árbol botella también puede soportar temperaturas de -10 °C hasta +50 °C en su hábitat natural.

## Sinonimia
- Delabechea rupestris T.Mitch. ex Lindl. (basónimo)